# Milanka Opačić
Milanka Opačić (ur. 17 kwietnia 1968 w Zagrzebiu) – chorwacka polityk narodowości serbskiej, działaczka partyjna, parlamentarzystka, od 2011 do 2016 wicepremier oraz minister opieki socjalnej i młodzieży w rządzie Zorana Milanovicia.

## Życiorys
W 1987 ukończyła szkołę średnią, a w 1991 została absolwentką politologii na Wydziale Nauk Politycznych Uniwersytetu w Zagrzebiu. Rok wcześniej przystąpiła do Socjaldemokratycznej Partii Chorwacji. W 1992 po raz pierwszy została deputowaną – wybrano ją do izby niższej dwuizbowego wówczas chorwackiego parlamentu, w którym zasiadała do 1995. Od 1993 do 1995 wchodziła w skład zarządu głównego SDP. W drugiej połowie lat 90. pracowała w administracji parlamentu jako doradca oraz w strukturach partyjnych. W 2000, 2003 i 2007 była wybierana w skład Zgromadzenia Chorwackiego trzech kolejnych kadencji, pełniła w nim m.in. funkcję przewodniczącej komisji rodziny, młodzieży i sportu w VI kadencji. W 2004 powołano ją na wiceprzewodniczącą partii socjaldemokratycznej. W wyborach w 2011 ponownie została wybrana na posła z ramienia zwycięskiej Koalicji Kukuriku. 23 grudnia 2011 objęła urząd wicepremiera oraz ministra opieki socjalnej i młodzieży w rządzie Zorana Milanovicia.
W 2015 uzyskała poselską reelekcję, w styczniu 2016 zakończyła pełnienie funkcji rządowych. W przedterminowych wyborach w tym samym roku ponownie uzyskała mandat poselski. W 2018 wystąpiła z SDP, a w 2019 dołączyła do ugrupowania Milan Bandić 365.